# Emil Constantinescu
Emil Constantinescu (* 19. listopadu 1939) je rumunský politik. V letech 1996–2000 zastával funkci prezidenta Rumunska. Před rokem 1989 byl geologem a působil na Bukurešťské univerzitě. Po revoluci vstoupil do politické strany Rumunské demokratické shromáždění (Convenția Democrată Română). Roku 1992 byl jejím kandidátem na prezidenta, ale prohrál ve 2. kole s Ionem Iliescem. Zvolen byl až roku 1996 a funkci zastával čtyři roky, než ho znovu vystřídal Ion Iliescu. Po skončení mandátu se vrátil do aktivní politiky založením vlastní strany Lidová akce (Acțiunea Populară), která se roku 2008 sloučila s Národní liberální stranou (Partidul Național Liberal).

## Vyznamenání
- velkokříž s řetězem Řádu bílé růže – Finsko, 1998[1]
- velkokříž Řádu svatého Olafa – Norsko, 1999
- velkohvězda Čestného odznaku Za zásluhy o Rakouskou republiku – Rakousko, 1999[2]
- Řád Turecké republiky – Turecko, 1999[3]
- Řád republiky – Moldavsko, 2000[4]
- Řád bílého dvojkříže I. třídy – Slovensko, 6. června 2000 – udělil prezident Rudolf Schuster[5][6]
- čestný rytíř velkokříže Řádu svatého Michala a svatého Jiří – Spojené království, 2000[7]
- Řád knížete Jaroslava Moudrého I. třídy – Ukrajina, 2000
- velkokříž s řetězem Řádu prince Jindřicha – Portugalsko, 15. března 2000[8]
- rytíř Řádu slona – Dánsko, 23. května 2000[9]
- Velký řád krále Tomislava – Chorvatsko, 16. června 2000[10]
- velkokříž Řádu Jižního kříže – Brazílie
- Řád Stará planina I. třídy – Bulharsko
- velkokříž Řádu čestné legie – Francie
- řádový řetěz Řádu aztéckého orla – Mexiko
- velkokříž Řádu peruánského řádu – Peru
- velkokříž Řádu Spasitele – Řecko